# محمد طوسون باشا
محمد طوسون باشا (1268 هـ ـ 1293 هـ)، هو محمد طوسون بن سعيد بن محمد علي باشا، وأمه ملك بر هانم. تلقى العلوم الابتدائية واللغات الأجنبية بمدرسة درب الجماميز، ثم درس الفنون الحربية، ثم عُيّن ناظرًا للأوقاف فالمعارف فناظرًا للحربية. وفي سنة 1290 هـ تزوج إحدى كريمات الخديوي إسماعيل، فرُزق منها البنين والبنات، ولكنه لم يطل عمره، إذ توفي سنة 1293 هـ.